# Trimix

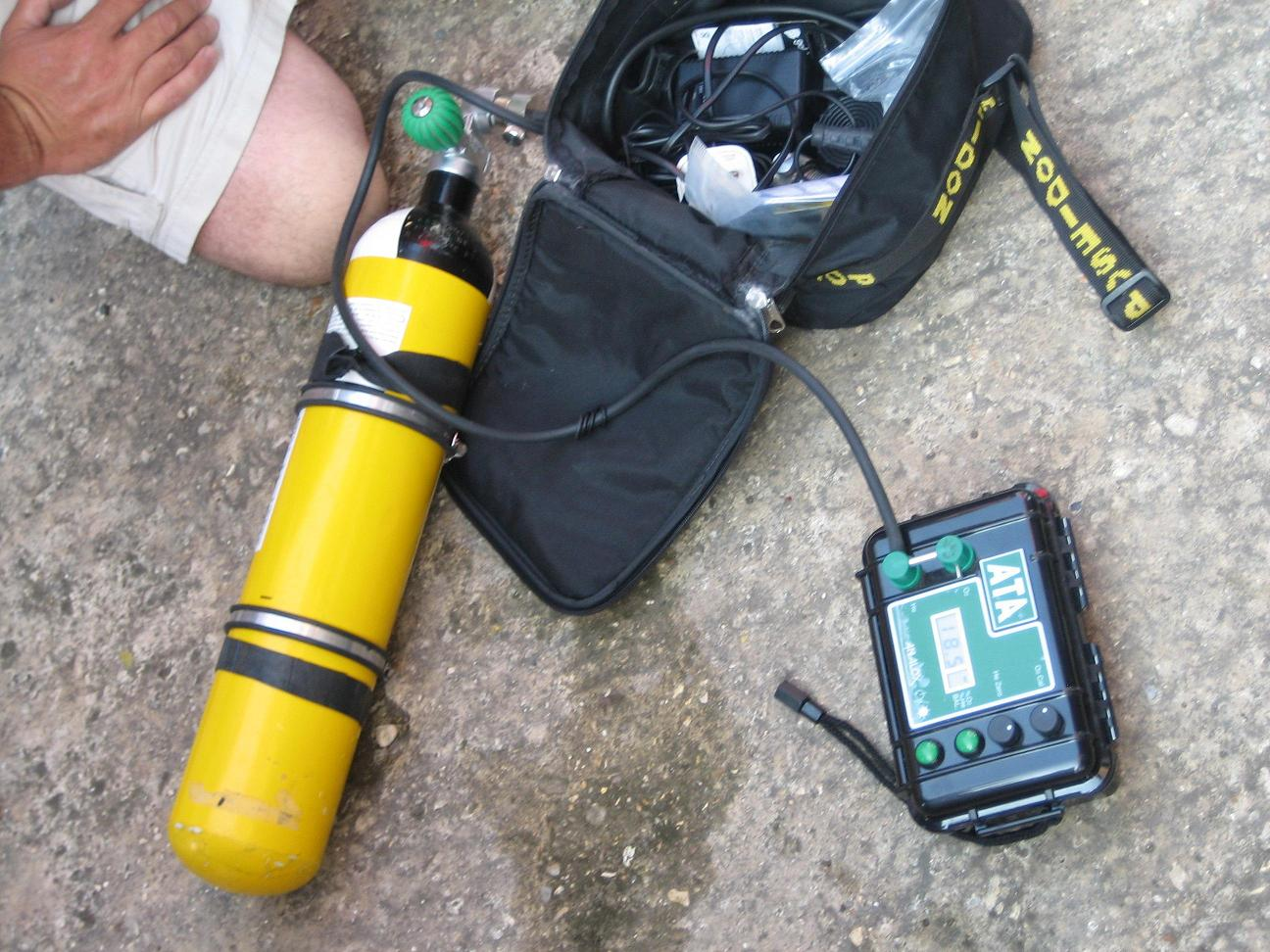
Analisador de Trimix - aparelho que mede as porcentagens de Hélio e Oxigênio em uma mistura gasosa. O percentual de Nitrogênio deve ser calculado manualmente. Vale ressaltar que o sensor de oxigênio, dispositivo que mensura a quantidade deste gás na mistura analisada, deve ser substituído conforme a frequência determinada pelo fabricante do analisador.

Trimix é um gás de respiração composto por e Hélio (He), Oxigénio (O2) e Nitrogénio (N2) . É usualmente empregado em mergulhos profundos (p.ex. Mergulho comercial, mergulho técnico).
Desde de a década de 90, o Trimix vem sendo adotado como ferramenta em mergulhos profundos, uma vez que permite reduzir o fator narcótico. Também reduz a densidade da mistura respirada, posto que o Hélio é um gás leve, facilitando o ato da respiração e de certa forma, minimizando o acúmulo de dióxido de carbono. A principal desvantagem ainda é (i) seu custo elevado, especialmente no Brasil, pois este gás é importado, e (ii) o incremento dos tempos descompressivos, conforme dita os diferentes algoritmos e modelos de descompressão, disponíveis no mercado.
A utilização de Trimix em mergulhos requer treinamento prévio e a devida certificação provida por reconhecidas agências (p. ex. TDI), bem como apurados dispositivos de medição deste gás na mistura e avançados algoritmos e modelos de descompressão.

## Tipos de Trimix
- Trimix Normóxio: Conhecido também como Triox. São misturas de He/O2/N2, com porcentagens de 02 não inferiores à 20%. São muito adequadas para mergulhar em profundidades entre 40 e 55m aproximadamente.[4]

- Trimix Hipóxio: Todas as demais misturas de He/O2/N2, onde a concentração de 02 é inferior à 20%. Assim estas misturas não devem ser respiradas por tempos prolongados, no início do mergulho em águas rasas, sob o risco de Hipóxia, cujo principal sintoma, visualmente identificável, é a Cianose. As misturas Trimix Hipóxias devem ser customizadas considerando a profundidade objetivo do mergulho (ou Target Operating Depth - TOD), a qual varia em função da Pressão Parcial do Oxigênio (PPO2) que o mergulhador pretender se expor em sua imersão.